# Hammer Smashed Face
Hammer Smashed Face je prvi EP američkog death metal-sastava Cannibal Corpse, objavljen 1993. godine, a objavila ga je diskografska kuća Metal Blade. Postoje dvije vrste izdanja: na singl verziji se uz naslovnu pjesmu nalaze dvije obrade, od sastava Possessed i Black Sabbath, a na EP verziji su uz navedene tri još dvije njihove izvorne pjesme.

## Recenzija
Pjesma "Hammer Smashed Face" postala je jedna od njihovih najpoznatijih, te je izvode na svakom koncertu. Zanimljivo je da je izvode u filmu Ace Ventura: Šašavi detektiv, na prijedlog glavnog glumca Jima Carreya koji je njihov veliki obožavatelj. Pjesma je već ranije objavljena na njihovom trećem studijskom albumu Tomb of the Mutilated, a zbog eksplicitnog i nasilnog teksta, njezino izvođenje im je do 2006. godine bilo zabranjeno u Njemačkoj, kao i većine pjesama s njihovih ranih albuma.
Bivši pjevač sastava Chris Barnes smatra Hammer Smashed Face njihovim najboljim albumom, a također i njihovu obrade pjesme "Zero the Hero" Black Sabbatha jednom od najboljih. Druga pjesma koju su obradili na albumu je "The Excorcist" death metal pionira Possessed. Od ostalih pjesama, "Shredded Humans" je s njihovog prvog albuma Eaten Back to Life, a "Meat Hook Sodomy" s njihovog drugog Butchered at Birth.
Pjesma "Hammer Smashed Face" omogućena je za preuzimanje u videoigri Rock Band.

## Popis pjesama
| EP verzija | EP verzija                                     | EP verzija | EP verzija | EP verzija | EP verzija | EP verzija | EP verzija | EP verzija | EP verzija |
| Br.        | Skladba                                        | Trajanje   |            |            |            |            |            |            |            |
| ---------- | ---------------------------------------------- | ---------- | ---------- | ---------- | ---------- | ---------- | ---------- | ---------- | ---------- |
| 1.         | »Hammer Smashed Face«                          | 4:04       |            |            |            |            |            |            |            |
| 2.         | »The Exorcist« (obrada pjesme Possesseda)      | 4:37       |            |            |            |            |            |            |            |
| 3.         | »Zero the Hero« (obrada pjesme Black Sabbatha) | 6:35       |            |            |            |            |            |            |            |
| 4.         | »Meat Hook Sodomy«                             | 5:47       |            |            |            |            |            |            |            |
| 5.         | »Shredded Humans«                              | 5:12       |            |            |            |            |            |            |            |
| 26:17      |                                                |            |            |            |            |            |            |            |            |

| Singl verzija | Singl verzija                                  | Singl verzija | Singl verzija | Singl verzija | Singl verzija | Singl verzija | Singl verzija | Singl verzija | Singl verzija |
| Br.           | Skladba                                        | Trajanje      |               |               |               |               |               |               |               |
| ------------- | ---------------------------------------------- | ------------- | ------------- | ------------- | ------------- | ------------- | ------------- | ------------- | ------------- |
| 1.            | »Hammer Smashed Face«                          | 4:04          |               |               |               |               |               |               |               |
| 2.            | »The Exorcist« (obrada pjesme Possesseda)      | 4:37          |               |               |               |               |               |               |               |
| 3.            | »Zero the Hero« (obrada pjesme Black Sabbatha) | 6:35          |               |               |               |               |               |               |               |
| 15:17         |                                                |               |               |               |               |               |               |               |               |

## Zasluge
Cannibal Corpse
- Chris Barnes – vokali
- Paul Mazurkiewicz – bubnjevi
- Jack Owen – gitara
- Alex Webster – bas-gitara

Ostalo osoblje
- Scott Burns – producent (pjesme 1)
- Dennis Fura – producent (pjesama 2 i 3)
- Vincent Locke – omot albuma